# Dreiband-Weltmeisterschaft 1960

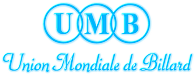
Logo UMB (ausrichtender Verband)

Veranstaltungsort: Buenos Aires

Die Dreiband-Weltmeisterschaft 1960 war das 16. Turnier in dieser Disziplin des Karambolagebillards und fand vom 5. bis 15. September 1960 in Buenos Aires statt.

## Geschichte
Buenos Aires war, nach 1938, 1948 und 1952, zum vierten Mal Austragungsort der WM. Erstmals wurde eine Dreiband-Weltmeisterschaft bis 60 Punkte gespielt. Der Europameister René Vingerhoedt sicherte sich seinen zweiten Weltmeistertitel im Dreiband. In einer kampfbetonten letzten Partie gegen Carlos Monestier siegte Vingerhoedt knapp mit 60:57 in 79 Aufnahmen. Für August Tiedtke und Johann Scherz begann das Turnier sehr anstrengend. Nach einer 18-stündigen Anreise mussten sie bereits eine Stunde nach ihrer Ankunft die ersten Partien bestreiten.

## Modus
Gespielt wurde in der Finalrunde „Jeder gegen Jeden“ bis 60 Punkte.

## Abschlusstabelle

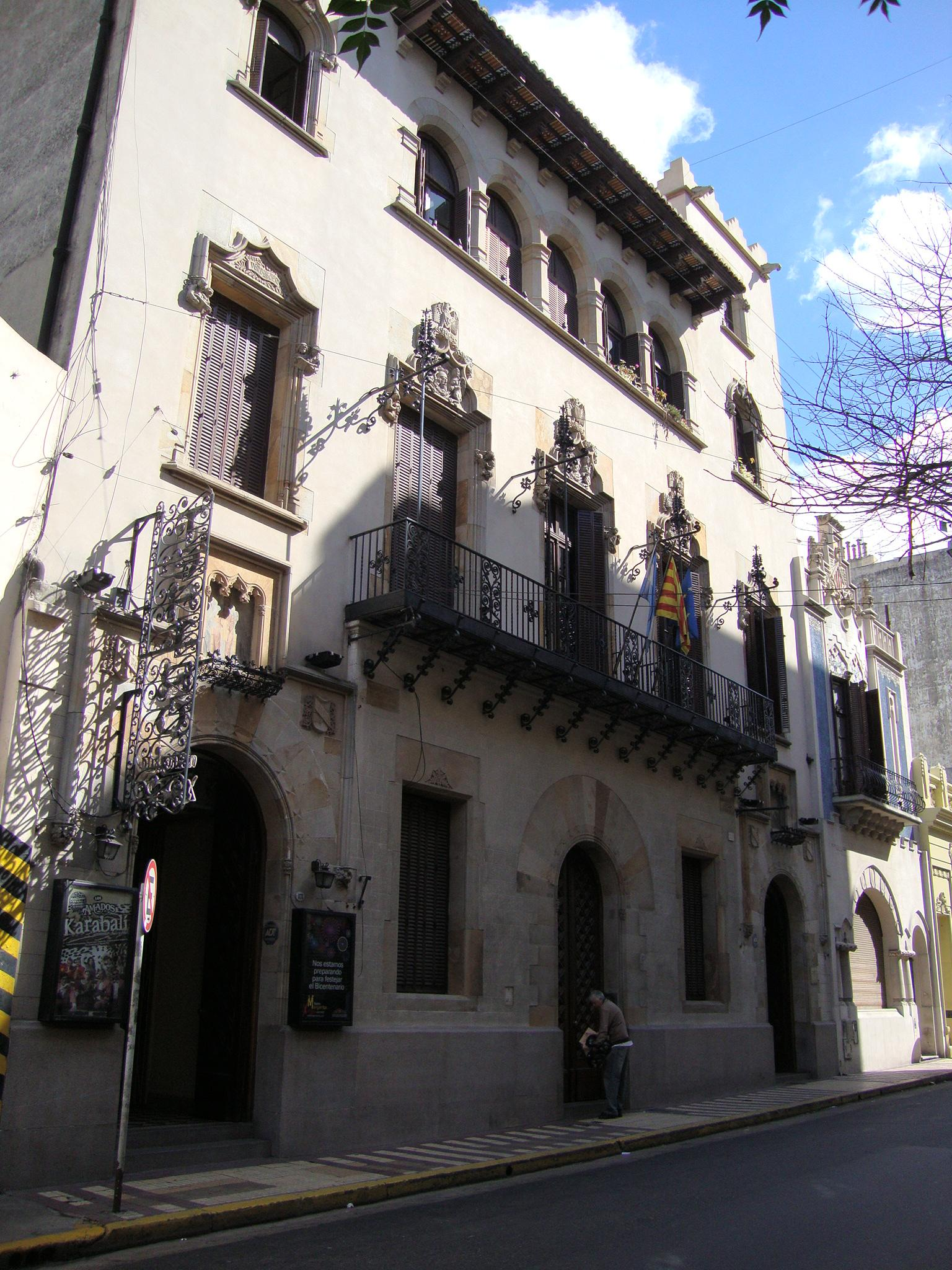
Fassade Casal de Cataluna

| MP    | Match Points (Sieger = 2; Unentschieden = 1; Verlierer = 0) |
| Pkte. | Erzielte Karambolagen                                       |
| Aufn. | Benötigte Versuche                                          |
| GD    | Generaldurchschnitt                                         |
| BED   | Bester Einzeldurchschnitt eines Spielers                    |
| HS    | Höchstserie                                                 |
|       | Bester GD des Turniers                                      |
|       | Bester ED des Turniers                                      |
|       | Beste HS des Turniers                                       |
|       | 1. Platz (Gold)                                             |
|       | 2. Platz (Silber)                                           |
|       | 3. Platz (Bronze)                                           |

| Platz                      | Name               | MP    | Pkte. | Aufn. | GD    | BED   | HS |
| -------------------------- | ------------------ | ----- | ----- | ----- | ----- | ----- | -- |
| 1                          | René Vingerhoedt   | 17:5  | 649   | 675   | 0,961 | 1,276 | 9  |
| 2                          | Carlos Monestier   | 16:6  | 621   | 765   | 0,811 | 1,071 | 7  |
| 3                          | José Bonomo        | 14:8  | 633   | 713   | 0,887 | 1,250 | 9  |
| 4                          | Henny de Ruijter   | 14:8  | 621   | 782   | 0,794 | 0,983 | 9  |
| 5                          | Carlos Friedenthal | 13:9  | 645   | 757   | 0,852 | 1,071 | 9  |
| 6                          | Johann Scherz      | 13:9  | 626   | 764   | 0,819 | 1,363 | 11 |
| 7                          | Adolfo Suárez      | 11:11 | 623   | 781   | 0,797 | 1,052 | 11 |
| 8                          | Enrique Navarra    | 10:12 | 616   | 782   | 0,787 | 1,016 | 11 |
| 9                          | Mario Arango Ochoa | 9:13  | 553   | 781   | 0,708 | 0,800 | 6  |
| 10                         | August Tiedtke     | 8:14  | 587   | 790   | 0,743 | 0,937 | 8  |
| 11                         | José Iglesias-Diaz | 4:18  | 503   | 807   | 0,623 | 0,750 | 8  |
| 12                         | Galo Legarda       | 3:19  | 480   | 809   | 0,593 | 0,789 | 7  |
| Turnierdurchschnitt: 0,777 |                    |       |       |       |       |       |    |